# Groot-Leipzigs voetbalkampioenschap 1930/31
In 1930/31 werd het 30ste voetbalkampioenschap van Groot-Leipzig (voorheen Noordwest-Saksen) gespeeld, dat georganiseerd werd door de Midden-Duitse voetbalbond. Sportfreunde Leipzig werd kampioen en plaatste zich voor de Midden-Duitse eindronde. De club werd in de eerste ronde al verslagen door Thüringen Weida. 
Omdat SpVgg 1899 Leipzig-Lindenau de Midden-Duitse beker gewonnen had mochten zij deelnemen aan de eindronde om de Duitse landstitel, waarin de club in de eerste ronde verloor van SpVgg Fürth. 

## 1. Klasse
| Plaats | Club                          | Wed. | W  | G | V  | Saldo | Ptn.  |
| ------ | ----------------------------- | ---- | -- | - | -- | ----- | ----- |
| 1.     | Leipziger Sportfreunde 1900   | 18   | 13 | 1 | 4  | 65:40 | 27:9  |
| 2.     | VfB Leipzig 1893              | 18   | 12 | 1 | 5  | 51:31 | 25:11 |
| 3.     | SC Wacker 1895 Leipzig        | 18   | 9  | 4 | 5  | 45:39 | 22:14 |
| 4.     | SV Eintracht 04 Leipzig       | 18   | 9  | 2 | 7  | 44:43 | 20:16 |
| 5.     | SpVgg 1899 Leipzig-Lindenau   | 18   | 8  | 3 | 7  | 38:39 | 19:17 |
| 6.     | SV Fortuna Leipzig 02         | 18   | 7  | 2 | 9  | 52:38 | 16:20 |
| 7.     | VfTuB 1905 Leipzig            | 18   | 7  | 2 | 9  | 46:59 | 16:20 |
| 8.     | ATV Sportfreunde Markranstädt | 18   | 7  | 2 | 9  | 49:54 | 16:20 |
| 9.     | BV Olympia-Germania Leipzig   | 18   | 6  | 3 | 9  | 39:59 | 15:21 |
| 10.    | FC Wettin Wurzen              | 18   | 2  | 0 | 16 | 40:77 | 4:32  |

|  | Kampioen, geplaatst voor Midden-Duitse eindronde |
|  | Degradatie                                       |

## 1B Klasse

### Groep A
| Plaats | Club                       | Wed. | W  | G | V  | Saldo | Ptn.  |
| ------ | -------------------------- | ---- | -- | - | -- | ----- | ----- |
| 1.     | VfB Zwenkau 02             | 14   | 12 | 1 | 1  | 62:20 | 25:3  |
| 2.     | Leipziger SV 1899          | 14   | 11 | 1 | 2  | 59:21 | 23:5  |
| 3.     | SV Corso 02 Leipzig        | 14   | 8  | 2 | 4  | 42:35 | 18:10 |
| 4.     | BV Olympia Schleußig       | 14   | 7  | 1 | 6  | 29:38 | 15:13 |
| 5.     | VfL 04 Leipzig             | 14   | 6  | 2 | 6  | 40:35 | 14:14 |
| 6.     | VfL Altenburg              | 14   | 3  | 1 | 10 | 21:42 | 7:21  |
| 7.     | SV Lipsia 1893             | 14   | 3  | 0 | 11 | 18:51 | 6:22  |
| 8.     | SV Pfeil 05 Leipzig-Wahren | 14   | 1  | 2 | 11 | 17:52 | 4:24  |

|  | Promotie   |
|  | Degradatie |

Het is niet bekend of beide groepswinnaars elkaar bekampten voor de promotie.

### Groep B
| Plaats | Club                        | Wed. | Saldo | Ptn.  |
| ------ | --------------------------- | ---- | ----- | ----- |
| 1.     | SV Viktoria 03 Leipzig      | 14   | 29:13 | 21:7  |
| 2.     | SV Tapfer 06 Leipzig        | 14   | 49:32 | 19:9  |
| 3.     | SVgg 1910 Leipzig           | 14   | 28:26 | 18:10 |
| 4.     | SC Marathon-Westens Leipzig | 14   | 42:29 | 14:14 |
| 5.     | SV Sturm 1910 Leutzsch      | 14   | 26:38 | 12:16 |
| 6.     | BC Arminia 03 Leipzig       | 14   | 29:38 | 10:18 |
| 7.     | FC Concordia Delitzsch      | 14   | 28:39 | 10:18 |
| 8.     | SV Helios 02 Leipzig        | 14   | 24:40 | 8:20  |

## 2. Klasse
Het is niet bekend of de vijf groepswinnaars nog een eindronde speelden om de twee promovendi aan te duiden. 

### Groep 1
| Plaats | Club                  | Wed. | Saldo | Ptn.  |
| ------ | --------------------- | ---- | ----- | ----- |
| 1.     | Jahn Rositz           | 16   | 60:15 | 27:5  |
| 2.     | Turnklub Altenburg    | 16   | 98:16 | 26:6  |
| 3.     | Jugendkraft Rositz    | 16   | 43:27 | 23:9  |
| 4.     | SV Meuselwitz Reserve | 16   | 68:41 | 20:12 |
| 5.     | TV Mumsdorf           | 16   | 48:42 | 15:17 |
| 6.     | VfL Altenburg Reserve | 16   | 44:43 | 14:18 |
| 7.     | TV Möckern            | 16   | 35:57 | 10:22 |
| 8.     | MTV Altenburg Reserve | 16   | 21:79 | 9:23  |
| 9.     | Reichsbahn Altenburg  | 16   | 9:107 | 0:32  |

|  | Promotie |

### Groep 2
| Plaats | Club                     | Wed. | Saldo | Ptn.  |
| ------ | ------------------------ | ---- | ----- | ----- |
| 1.     | Eintracht Altenburg      | 16   | 88:13 | 28:4  |
| 2.     | Eintracht Probstdeuben   | 16   | 42:20 | 27:5  |
| 3.     | Fußballvereinigung Regis | 16   | 31:27 | 18:14 |
| 4.     | SV Groitzsch 04          | 16   | 46:37 | 17:15 |
| 5.     | FC Borna 1912            | 16   | 21:37 | 15:17 |
| 6.     | BV Pegau                 | 16   | 25:40 | 13:19 |
| 7.     | FC 1925 Wyhra            | 16   | 26:37 | 11:21 |
| 8.     | Wacker Großhermsdorf     | 16   | 28:54 | 10:22 |
| 9.     | SV Blau-Weiß Deutzen     | 16   | 20:62 | 5:27  |

### Groep 3
| Plaats | Club                  | Wed. | Saldo | Ptn.  |
| ------ | --------------------- | ---- | ----- | ----- |
| 1.     | Sportlust Colditz     | 16   | 85:21 | 27:5  |
| 2.     | SV 1919 Grimma        | 16   | 64:16 | 26:6  |
| 3.     | Wettin Wurzen Reserve | 16   | 56:31 | 21:11 |
| 4.     | SV Oschatz            | 16   | 51:26 | 18:14 |
| 5.     | BC 1919 Mücheln       | 16   | 47:46 | 18:14 |
| 6.     | SV 1920 Naunhof       | 16   | 89:43 | 18:14 |
| 7.     | SV 1909 Nerchau       | 16   | 31:54 | 10:22 |
| 8.     | Wacker Dahlen         | 16   | 23:73 | 4:28  |
| 9.     | FC 1926 Großbothen    | 16   | 11:96 | 2:30  |

|  | Promotie   |
|  | Degradatie |

### Groep 4
| Plaats | Club                       | Wed. | Saldo | Ptn.  |
| ------ | -------------------------- | ---- | ----- | ----- |
| 1.     | Spielvereinigung Dölitz    | 20   | 61:25 | 33:7  |
| 2.     | Wacker Taucha              | 20   | 82:28 | 32:8  |
| 3.     | Stern Knauthain            | 20   | 64:40 | 31:9  |
| 4.     | Südost Leipzig             | 20   | 61:38 | 25:15 |
| 5.     | Post SV Leipzig            | 20   | 59:43 | 21:19 |
| 6.     | Blau-Weiß Leipzig          | 20   | 35:36 | 17:23 |
| 7.     | Polizei SV 21              | 20   | 40:44 | 16:24 |
| 8.     | SV Bar Kochba              | 20   | 33:57 | 12:28 |
| 9.     | Sportvereinigung Eilenburg | 20   | 30:58 | 12:28 |
| 10.    | BC Connewitz               | 20   | 32:71 | 11:29 |
| 11.    | Süd 1913 Leipzig           | 20   | 24:83 | 8:32  |

### Groep 5
| Plaats | Club                      | Wed. | Saldo  | Ptn.  |
| ------ | ------------------------- | ---- | ------ | ----- |
| 1.     | VfR 1902 Leipzig          | 18   | 101:34 | 31:5  |
| 2.     | Saxonia Böhlitz-Ehrenberg | 18   | 102:22 | 28:8  |
| 3.     | Eintracht Wiederitzsch    | 18   | 73:30  | 28:8  |
| 4.     | Union 08 Leipzig          | 18   | 60:28  | 26:10 |
| 5.     | SV 1925 Lützschena        | 18   | 59:56  | 18:18 |
| 6.     | SV Pfeil Zschortau        | 18   | 31:46  | 17:19 |
| 7.     | Eintracht Lützen          | 18   | 30:55  | 12:24 |
| 8.     | Kickers Leipzig           | 18   | 26:66  | 11:25 |
| 9.     | Phönix Leipzig            | 18   | 18:66  | 5:31  |
| 10.    | VfB Zwochau               | 18   | 26:113 | 4:32  |

|  | Promotie |